# Frédérique Darragon
Pour les articles homonymes, voir Darragon.
Frédérique Darragon, née le 29 mai 1949 à Paris, est une photographe et spécialiste française de l'Himalaya et des régions rurales de la région autonome du Tibet et du Sichuan en Chine. Elle est l'auteur d'un livre et d'un film documentaire. Elle est fondatrice et présidente de la Fondation Licorne, où les bénéfices du film ont été versées. Elle est cofondatrice de l'Institut du patrimoine de la Licorne de l'université du Sichuan et professeur à l'Institut d'architecture de l'université des nationalités du Sud-ouest à Jiaotong (Chine).

## Biographie
Frédérique Darragon est née en 1949, à Paris, elle est la fille d'un inventeur français.
Elle est diplômée en économie internationale. Elle a voyagé et vécu dans différents pays. Elle a pratiqué le polo et le nautisme à la voile, elle a participé à plusieurs courses transatlantiques. Elle est également connue pour les photos qu'elle a faites au cours de ses voyages et recherches et pour ses peintures d'art figuratif.
En 1998, elle s'est rendue au Tibet afin d'enquêter sur les léopards des neiges, et, sur les conseils de Michel Peissel, elle a étudié les structures de pierre de près de 60 mètres de haut que l'on rencontre dans le Changthang, le Gyarong, le Minyak et le Kongpo. 
Elle a fait d'importantes découvertes. Par datation au carbone 14 de bouts de bois de la structure interne des tours, elle a confirmé qu'elles ont été construites il y a 500 à 1800 ans,. Le fait que la plupart des tours ont survécu à des centaines de tremblements de terre au fil des ans, est probablement dû à leur conception en forme d'étoile ainsi qu'à leur mode de construction mêlant la maçonnerie avec des planches de bois ou des poutres – une technique anti-sismique propre à ces parties de la Chine et du Tibet et encore employée aujourd'hui dans ces régions. Pour Frédérique Darragon, ces tours sont la preuve qu'une culture sophistiquée existait autrefois dans ces régions éloignées.
Darragon estime que ces régions vont devenir une attraction touristique et a fait campagne pour que les tours soient inscrites sur la liste du Patrimoine mondial de l'UNESCO afin qu'elles soient protégées. 
L'enquête sur les tours de l'Himalaya a fait l'objet d'un documentaire pour Discovery Channel en 2003 et a été publiée sous forme de livre en 2005, The Secret Towers of the Himalayas.